# Kazushige Kirihata
Kazushige Kirihata (jap. 桐畑 和繁, Kirihata Kazushige; * 30. Juni 1987 in Kōfu, Präfektur Yamanashi) ist ein japanischer Fußballspieler.

## Karriere
Kazushige Kirihata erlernte das Fußballspielen in der Jugendmannschaft von Kashiwa Reysol. Hier unterschrieb er 2006 auch seinen ersten Profivertrag. Der Verein aus Kashiwa, einer Großstadt in der Präfektur Chiba auf Honshū, der Hauptinsel von Japan, spielte in der zweithöchsten Liga des Landes, der J2 League. 2006 wurde er mit dem Club Vizemeister der J2 und stieg in die erste Liga auf. 2008 stand er mit Kashiwa im Finale des Emperor’s Cup, das man jedoch mit 1:0 gegen Gamba Osaka verlor. Ende 2009 musste er wieder den Weg in die Zweitklassigkeit antreten. 2010 wurde er mit dem Club Meister und stieg wieder direkt in die erste Liga auf. 2011 feierte er als Aufsteiger die japanische Fußballmeisterschaft. 2012 erreichte er mit Kashiwa wieder das Endspiel im Emperor’s Cup. Hier besiegte man Gamba Osaka mit 1:0. Ein Jahr später stand er im Finale des J. League Cup, dass man mit 1:0 gegen die Urawa Red Diamonds gewann. 2018 erfolgte der erneute Abstieg in die zweite Liga. Auch dieses Mal konnte man im darauffolgenden Jahr als Meister den direkten Wiederaufstieg schaffen. Anfang Februar 2021 wurde er an den FC Gifu ausgeliehen. Der Verein aus Gifu spielte in der dritten Liga, der J3 League.

## Erfolge
Kashiwa Reysol
- J1 League

Meister: 2011
- J2 League

Meister: 2010, 2019
Vizemeister: 2006
- Emperor’s Cup

Sieger: 2012
Finalist: 2008
- J. League Cup

Sieger: 2013